# Silurus aristotelis
Silurus aristotelis é uma espécie de peixe da família Siluridae.
É endémica da Grécia.
Os seus habitats naturais são lagos de água doce.
Está ameaçada por perda de habitat.